# Остання черга
«Остання черга» — радянський короткометражний художній фільм режисера Георгія Тасіна, випущений в серпні 1941 року (відповідно до вказівки в титрах), який розповідає про героїзм і винахідливість радянського льотчика.

## Сюжет
Триває Німецько-совєцька війна. Радянський винищувач повертається з бойового завдання. Бензин і патрони закінчуються. Раптово льотчики помічають німецький бомбардувальник. Зав'язується повітряний бій. Радянський винищувач йде на таран, але німецький літак вивертатися від удару і починає йти. Раптово червонозоряний «яструбок» йде на посадку. Німецький ас повертається, щоб розстріляти літак, що приземлився на болоті. Останньою чергою з кулемета радянський льотчик збиває німецький бомбардувальник, що пролітає над ним.

## У ролях
- Олександр Хвиля —  дід
- Іван Новосельцев —  льотчик Межуєв
- Марк Бернес —  льотчик Феденко

## Знімальна група
- Режисер — Георгій Тасін
- Сценаристи — Андрій Ольшанський, Г. Кудрявцев
- Оператор — Данило Демуцький
- Композитор — Микита Богословський